# San Cristoforo
San Cristoforo est une commune italienne de la province d'Alexandrie, dans la région Piémont.

## Histoire
Situé sur une importante voie de communication qui menait à l'ancienne ville de Libourne, la ville grandit autour d'une tour de guet : la prétendue Tour de Gazzolo, aujourd'hui englobée dans le château.Préemption des Obertenghi, elle passa en 1313 en fief au Spinola di Luccoli, à la disposition de l'empereur Enrico VII. Le village fut de nombreuses fois occupé, notamment par les troupes franco-savoyardes en 1654 venant du Piémont. Au XVIe siècle, il passa aux Doria, comme fief impérial jusque 1732, quand il devint savoyard.

## Administration
| Période  | Période  | Identité      | Étiquette                                  | Qualité |
| -------- | -------- | ------------- | ------------------------------------------ | ------- |
| mai 2019 | En cours | Fabio Ferrari | liste civique Ensemble pour San Cristoforo |         |

### Communes limitrophes
Capriata d'Orba, Castelletto d'Orba, Francavilla Bisio, Gavi, Montaldeo, Parodi Ligure